# Fretigney-et-Velloreille
Fretigney-et-Velloreille là một xã thuộc tỉnh Haute-Saône trong vùng Bourgogne-Franche-Comté phía đông nước Pháp.